# Rorgone II del Maine
Rorgone, oppure Rorico in francese Rorgon II du Maine (prima metà del IX secolo – 866), fu il terzo conte del Maine della famiglia dei Rorgonidi.

## Origine
Figlio primogenito del futuro conte di Rennes, conte di Le Mans e primo conte del Maine della famiglia dei Rorgonidi, Rorgone I, e di Bichilde, di cui non si conoscono gli ascendenti.

## Biografia
Nell'839, alla morte del padre, essendo Rorgone ancora troppo giovane per succedergli, gli succedette suo zio Gosberto. Rorgone divenne il conte del Maine, Rorgone II, nell'853, dopo la morte di Gosberto, avvenuta come riportato da diverse cronache, combattendo contro la contea di Nantes.
Nell'856, Carlo il Calvo, secondo gli Annales Bertiniani, istituì il ducato del Maine per suo figlio Luigi il Balbo, col compito di contrastare sia i Bretoni, ora alleati, che i Vichinghi. Ovviamente la cosa non piacque a Rorgone, che con l'appoggio del re di Aquitania, Pipino II, e del marchese di Neustria, Roberto il Forte si ribellò e nell'858, Carlo il Calvo fu costretto a rifugiarsi in Borgogna, anche per l'attacco che gli aveva portato suo fratello, il re dei Franchi orientali, Ludovico II il Germanico. Nell'860, fu raggiunto un accordo, e Carlo il Calvo, che già aveva revocato il ducato del Maine a suo figlio, concesse il perdono a coloro che si erano ribellati, concedendo a Rorgone l'amministrazione del ducato del Maine.
Nell'862, Rorgone prese parte ancora a una ribellione contro Carlo il Calvo, questa volta guidata dal figlio di Carlo, Luigi che però fu sconfitto e a Rorgone fu revocata l'amministrazione del ducato in favore di Roberto il Forte.
Secondo gli Annales Bertiniani, nella primavera dell'863, Rorgone, col fratello, Goffredo, ed altri che come loro si erano ribellati, fece atto di sottomissione al re Carlo che lo perdonò e gli rese gli onori revocati. 
Rorgone II, sempre secondo gli Annales Bertiniani, morì combattendo contro i Vichinghi, nell'866, e dato che non aveva discendenti, come conte del Maine gli succedette il fratello, Goffredo.

## Discendenza
Di Rorgone II non si conosce alcuna discendenza.

### Fonti primarie
- (LA)  Monumenta Germaniae Historica, tomus II.
- (LA)  Annales Bertiniani.
- (LA)  Chronicon Sancti Maxentii Pictavensis.
- (LA)  Ademarus Engolismensis, Historiarum Libri Tres.

### Letteratura storiografica
- René Poupardin, I regni carolingi (840-918), cap. XIX, vol. II (L'espansione islamica e la nascita dell'Europa feudale) della Storia del Mondo Medievale, pp. 582–634.